# ラインハルト・ハウフ

Hauff

ラインハルト・ハウフ（Reinhard Hauff, 1939年5月23日 - ）は、ドイツの映画監督、脚本家。

## 来歴
1986年、ドイツ赤軍を題材に用いたドラマ映画『シュタムハイム』が第36回ベルリン国際映画祭で最高賞の金熊賞と独立賞のFIPRESCI賞を受賞した。また、その翌年に開催された第37回ベルリン国際映画祭では審査員を務めた。

## フィルモグラフィ
- 『突然裕福になったコンバッハの貧しい人々』 - Der plötzliche Reichtum der armen Leute von Kombach （1971年、出演）
- 『シュタムハイム』 - Stammheim  （1986年、監督、金熊賞受賞）
- 『ライン・ワン』 - Linie 1 （1988年、監督・脚本）